# Alcimochthes
Alcimochthes – rodzaj pająków z rodziny ukośnikowatych, występujących tylko w Azji.

## Gatunki
Do rodzaju tego należą 3 opisane gatunki:
- Alcimochthes limbatus Simon, 1885 (Chiny, Wietnam, Singapur, Tajwan i Japonia)
- Alcimochthes melanophthalmus Simon, 1903 (Wietnam)
- Alcimochthes meridionalis Tang & Li, 2009 (Chiny)